# Mount Eddy
Mount Eddy – góra w stanie Kalifornia, w hrabstwach Trinity i Siskiyou. Jest najwyższym szczytem w paśmie Klamath.
Góra leży na terenie obszaru chronionego o nazwie Shasta-Trinity National Forest. Nazwę szczytowi nadano na cześć Olive Paddock Eddy, pierwszej kobiety która wspięła się na niedaleki szczyt Mount Shasta.

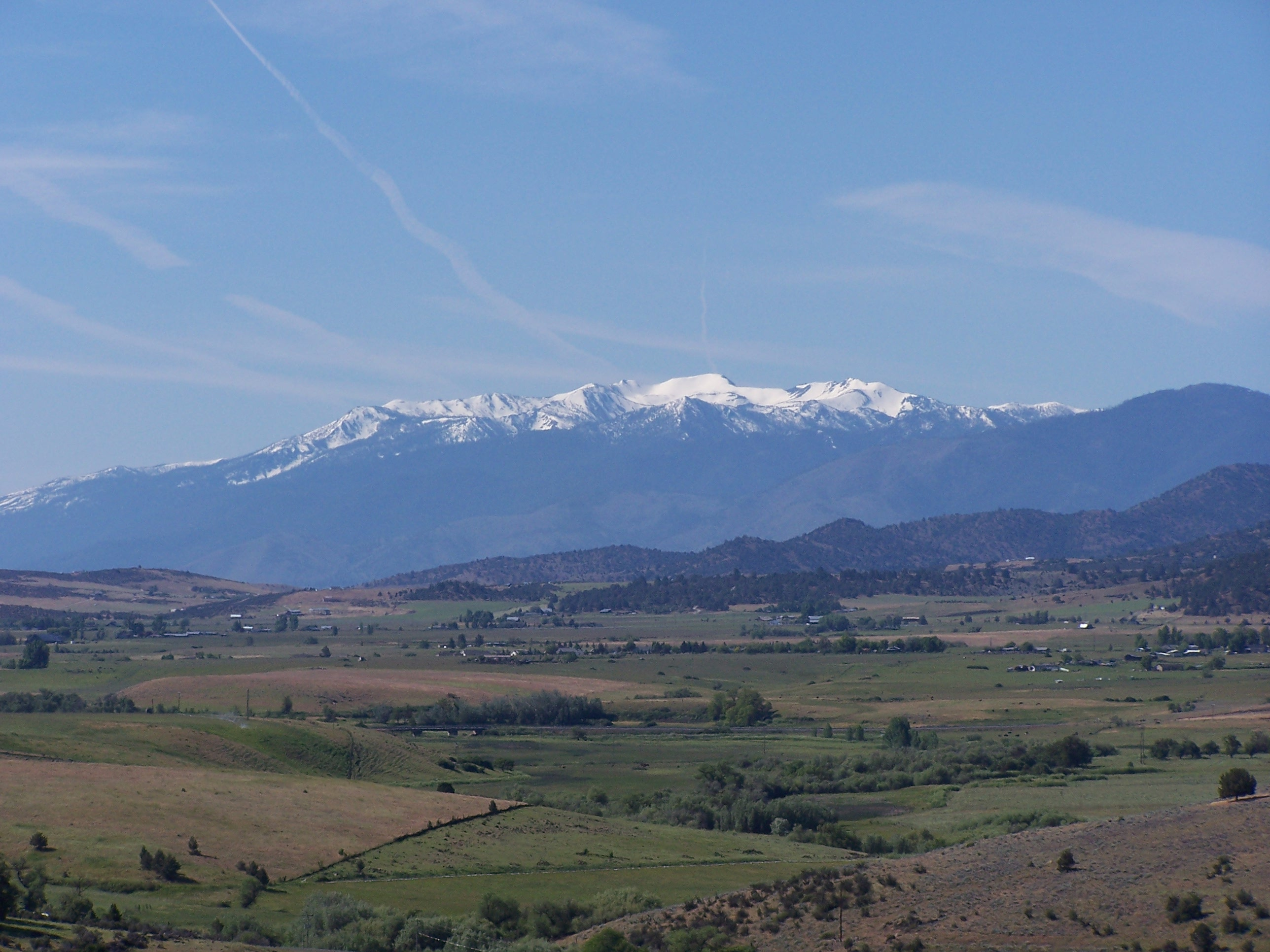
Pasmo Trinity z Mount Eddy